# Diecéze bacanarijská
Diecéze Bacanaria je titulární diecéze římskokatolické církve.

## Historie
Bacanaria, v dnešním Alžírsku, bylo starobylé biskupské sídlo nacházející se v římské provincii Mauretania Caesariensis. 
Známe jednoho biskupa této diecéze, Palladius Bacanariensis  který se objevuje v seznamu biksupů předvolaných roku 484 v Kartágu vandalským králem Hunerichem.
Dnes je využívána jako titulární biskupské sídlo; současným titulárním biskupem je Teodoro J. Buhain, Jr., emeritní pomocný biskup Manily.

## Seznam biskupů
- Palladius (zmíněn roku 484)

## Seznam titulárních biskupů
- 1965 - 1967 James Chiona
- 1975 - 1976 Philippe Fanoko Kossi Kpodzro
- od 1983 Teodoro J. Buhain, Jr.